# Tour de l'île de Chongming 2016
La 10e édition du Tour de l'île de Chongming a lieu du 6 mai 2016 au 9 mai 2016. C'est la septième épreuve de l'UCI World Tour féminin 2016. La course est remportée par l'Australienne Chloe Hosking.

## Équipes
Douze équipes UCI et six sélections nationales sont présentes.
| Équipes UCI                         | Équipes UCI | Équipes UCI |
| Nom de l'équipe                     | Pays        | Code        |
| ----------------------------------- | ----------- | ----------- |
| Alé Cipollini                       | Italie      | ALE         |
| Astana Women's                      | Kazakhstan  | ASA         |
| Bepink                              | Italie      | BPK         |
| BTC City Ljubljana                  | Slovénie    | BTC         |
| China Chongming-Liv-Champion System | Chine       | GPC         |
| Cylance                             | États-Unis  | CPC         |
| Hitec Products                      | Norvège     | HPU         |
| Poitou-Charentes.Futuroscope.86     | France      | FUT         |
| Liv-Plantur                         | Pays-Bas    | TLP         |
| Parkhotel Valkenburg                | Pays-Bas    | PHV         |
| Servetto Footon                     | Italie      | SEF         |
| Wiggle High5                        | Royaume-Uni | WHT         |

| Sélection nationale              | Sélection nationale | Sélection nationale |
| Nom de l'équipe                  | Pays                | Code                |
| -------------------------------- | ------------------- | ------------------- |
| Sélection nationale chinoise     | Chine               |                     |
| Sélection nationale coréenne     | Corée du Sud        |                     |
| Sélection nationale hongkongaise | Hong Kong           |                     |
| Sélection nationale russe        | Russie              |                     |
| Sélection nationale taïwanaise   | Taïwan              |                     |
| Sélection nationale thaïlandaise | Thaïlande           |                     |

## Étapes
| Étape     | Date  | Villes étapes         | type            | Distance (km) | Vainqueur d'étape | Leader du classement général |
| --------- | ----- | --------------------- | --------------- | ------------- | ----------------- | ---------------------------- |
| 1re étape | 6 mai | Chongming – Chongming | étape de plaine | 139,8         | Huang Ting-ying   | Huang Ting-ying              |
| 2e étape  | 7 mai | Chongming – Chongming | étape de plaine | 112,8         | Chloe Hosking     | Chloe Hosking                |
| 3e étape  | 8 mai | Chongming – Chongming | étape de plaine | 99            | Huang Ting-ying   | Chloe Hosking                |

## Récit de la course
Toutes étapes se terminent au sprint. Chloe Hosking est troisième de la première étape, première de la deuxième et deuxième de la dernière étape. Par le jeu des bonifications, elle obtient la victoire finale ainsi que les maillots du classement par points et de la montagne.

### 1reétape
| \| Classement de l'étape \| Classement de l'étape \| Classement de l'étape \| Classement de l'étape \| Classement de l'étape \| \| Coureuse \| Coureuse \| Pays \| Équipe \| Temps \| \| --------------------- \| ------------------------- \| --------------------- \| -------------------------------- \| --------------------- \| \| 1re \| Huang Ting-ying \| Taipei chinois \| Taïwan \| 3 h 33 min 25 s \| \| 2e \| Leah Kirchmann \| Canada \| Liv-Plantur \| + 0 s \| \| 3e \| Chloe Hosking \| Australie \| Wiggle High5 \| + 0 s \| \| 4e \| Maria Vittoria Sperotto \| Italie \| Servetto Footon \| + 0 s \| \| 5e \| Pascale Jeuland-Tranchant \| France \| Poitou-Charentes.Futuroscope.86 \| + 0 s \| \| 6e \| Roxane Fournier \| France \| Poitou-Charentes.Futuroscope.86 \| + 0 s \| \| 7e \| Anna Trevisi \| Italie \| Alé Cipollini \| + 0 s \| \| 8e \| Annalisa Cucinotta \| Italie \| Alé Cipollini \| + 0 s \| \| 9e \| Jutatip Maneephan \| Thaïlande \| Thaïlande \| + 0 s \| \| 10e \| Jip van den Bos \| Pays-Bas \| Parkhotel Valkenburg Continental \| + 0 s \| |                           |                |                                  |                 |
| |                           |                |                                  |                 |
| Sources : ProCyclingStats Cycling Quotient |                           |                |                                  |                 |
| Classement de l'étape |                           |                |                                  |                 |
| Coureuse | Coureuse                  | Pays           | Équipe                           | Temps           |
| 1re | Huang Ting-ying           | Taipei chinois | Taïwan                           | 3 h 33 min 25 s |
| 2e | Leah Kirchmann            | Canada         | Liv-Plantur                      | + 0 s           |
| 3e | Chloe Hosking             | Australie      | Wiggle High5                     | + 0 s           |
| 4e | Maria Vittoria Sperotto   | Italie         | Servetto Footon                  | + 0 s           |
| 5e | Pascale Jeuland-Tranchant | France         | Poitou-Charentes.Futuroscope.86  | + 0 s           |
| 6e | Roxane Fournier           | France         | Poitou-Charentes.Futuroscope.86  | + 0 s           |
| 7e | Anna Trevisi              | Italie         | Alé Cipollini                    | + 0 s           |
| 8e | Annalisa Cucinotta        | Italie         | Alé Cipollini                    | + 0 s           |
| 9e | Jutatip Maneephan         | Thaïlande      | Thaïlande                        | + 0 s           |
| 10e | Jip van den Bos           | Pays-Bas       | Parkhotel Valkenburg Continental | + 0 s           |

| \| Classement général \| Classement général \| Classement général \| Classement général \| Classement général \| \| Coureuse \| Coureuse \| Pays \| Équipe \| Temps \| \| ------------------ \| ------------------------- \| ------------------ \| ------------------------------- \| ------------------ \| \| 1re \| Huang Ting-ying \| Taipei chinois \| Taïwan \| 3 h 21 min 15 s \| \| 2e \| Leah Kirchmann \| Canada \| Liv-Plantur \| + 2 s \| \| 3e \| Annalisa Cucinotta \| Italie \| Alé Cipollini \| + 4 s \| \| 4e \| Chloe Hosking \| Australie \| Wiggle High5 \| + 6 s \| \| 5e \| Emilie Moberg \| Norvège \| Hitec Products \| + 7 s \| \| 6e \| Lucy van der Haar \| Royaume-Uni \| Wiggle High5 \| + 9 s \| \| 7e \| Maria Vittoria Sperotto \| Italie \| Servetto Footon \| + 10 s \| \| 8e \| Pascale Jeuland-Tranchant \| France \| Poitou-Charentes.Futuroscope.86 \| + 10 s \| \| 9e \| Roxane Fournier \| France \| Poitou-Charentes.Futuroscope.86 \| + 10 s \| \| 10e \| Anna Trevisi \| Italie \| Alé Cipollini \| + 10 s \| |                           |                |                                 |                 |
| |                           |                |                                 |                 |
| Sources : ProCyclingStats Cycling Quotient |                           |                |                                 |                 |
| Classement général |                           |                |                                 |                 |
| Coureuse | Coureuse                  | Pays           | Équipe                          | Temps           |
| 1re | Huang Ting-ying           | Taipei chinois | Taïwan                          | 3 h 21 min 15 s |
| 2e | Leah Kirchmann            | Canada         | Liv-Plantur                     | + 2 s           |
| 3e | Annalisa Cucinotta        | Italie         | Alé Cipollini                   | + 4 s           |
| 4e | Chloe Hosking             | Australie      | Wiggle High5                    | + 6 s           |
| 5e | Emilie Moberg             | Norvège        | Hitec Products                  | + 7 s           |
| 6e | Lucy van der Haar         | Royaume-Uni    | Wiggle High5                    | + 9 s           |
| 7e | Maria Vittoria Sperotto   | Italie         | Servetto Footon                 | + 10 s          |
| 8e | Pascale Jeuland-Tranchant | France         | Poitou-Charentes.Futuroscope.86 | + 10 s          |
| 9e | Roxane Fournier           | France         | Poitou-Charentes.Futuroscope.86 | + 10 s          |
| 10e | Anna Trevisi              | Italie         | Alé Cipollini                   | + 10 s          |

### 2eétape
| \| Classement de l'étape \| Classement de l'étape \| Classement de l'étape \| Classement de l'étape \| Classement de l'étape \| \| Coureuse \| Coureuse \| Pays \| Équipe \| Temps \| \| --------------------- \| --------------------- \| --------------------- \| -------------------------------- \| --------------------- \| \| 1re \| Chloe Hosking \| Australie \| Wiggle High5 \| 2 h 43 min 46 s \| \| 2e \| Leah Kirchmann \| Canada \| Liv-Plantur \| + 0 s \| \| 3e \| Jip van den Bos \| Pays-Bas \| Parkhotel Valkenburg Continental \| + 0 s \| \| 4e \| Emilie Moberg \| Norvège \| Hitec Products \| + 0 s \| \| 5e \| Annalisa Cucinotta \| Italie \| Alé Cipollini \| + 0 s \| \| 6e \| Sheyla Gutiérrez \| Espagne \| Cylance \| + 0 s \| \| 7e \| Mia Radotić \| Croatie \| BTC City Ljubljana \| + 0 s \| \| 8e \| Gu Sun-Geun \| Corée du Sud \| Corée du Sud \| + 0 s \| \| 9e \| Roxane Fournier \| France \| Poitou-Charentes.Futuroscope.86 \| + 0 s \| \| 10e \| Arianna Fidanza \| Italie \| Astana Women's Team \| + 0 s \| |                    |              |                                  |                 |
| |                    |              |                                  |                 |
| Sources : ProCyclingStats Cycling Quotient |                    |              |                                  |                 |
| Classement de l'étape |                    |              |                                  |                 |
| Coureuse | Coureuse           | Pays         | Équipe                           | Temps           |
| 1re | Chloe Hosking      | Australie    | Wiggle High5                     | 2 h 43 min 46 s |
| 2e | Leah Kirchmann     | Canada       | Liv-Plantur                      | + 0 s           |
| 3e | Jip van den Bos    | Pays-Bas     | Parkhotel Valkenburg Continental | + 0 s           |
| 4e | Emilie Moberg      | Norvège      | Hitec Products                   | + 0 s           |
| 5e | Annalisa Cucinotta | Italie       | Alé Cipollini                    | + 0 s           |
| 6e | Sheyla Gutiérrez   | Espagne      | Cylance                          | + 0 s           |
| 7e | Mia Radotić        | Croatie      | BTC City Ljubljana               | + 0 s           |
| 8e | Gu Sun-Geun        | Corée du Sud | Corée du Sud                     | + 0 s           |
| 9e | Roxane Fournier    | France       | Poitou-Charentes.Futuroscope.86  | + 0 s           |
| 10e | Arianna Fidanza    | Italie       | Astana Women's Team              | + 0 s           |

| \| Classement général \| Classement général \| Classement général \| Classement général \| Classement général \| \| Coureuse \| Coureuse \| Pays \| Équipe \| Temps \| \| ------------------ \| ------------------ \| ------------------ \| -------------------------------- \| ------------------ \| \| 1re \| Chloe Hosking \| Australie \| Wiggle High5 \| 6 h 04 min 52 s \| \| 2e \| Leah Kirchmann \| Canada \| Liv-Plantur \| + 4 s \| \| 3e \| Huang Ting-ying \| Taipei chinois \| Taïwan \| + 9 s \| \| 4e \| Annalisa Cucinotta \| Italie \| Alé Cipollini \| + 11 s \| \| 5e \| Jip van den Bos \| Pays-Bas \| Parkhotel Valkenburg Continental \| + 15 s \| \| 6e \| Roxane Fournier \| France \| Poitou-Charentes.Futuroscope.86 \| + 16 s \| \| 7e \| Emilie Moberg \| Norvège \| Hitec Products \| + 16 s \| \| 8e \| Mia Radotić \| Croatie \| BTC City Ljubljana \| + 18 s \| \| 9e \| Lucy van der Haar \| Royaume-Uni \| Wiggle High5 \| + 18 s \| \| 10e \| Sheyla Gutiérrez \| Espagne \| Cylance \| + 19 s \| |                    |                |                                  |                 |
| |                    |                |                                  |                 |
| Sources : ProCyclingStats Cycling Quotient |                    |                |                                  |                 |
| Classement général |                    |                |                                  |                 |
| Coureuse | Coureuse           | Pays           | Équipe                           | Temps           |
| 1re | Chloe Hosking      | Australie      | Wiggle High5                     | 6 h 04 min 52 s |
| 2e | Leah Kirchmann     | Canada         | Liv-Plantur                      | + 4 s           |
| 3e | Huang Ting-ying    | Taipei chinois | Taïwan                           | + 9 s           |
| 4e | Annalisa Cucinotta | Italie         | Alé Cipollini                    | + 11 s          |
| 5e | Jip van den Bos    | Pays-Bas       | Parkhotel Valkenburg Continental | + 15 s          |
| 6e | Roxane Fournier    | France         | Poitou-Charentes.Futuroscope.86  | + 16 s          |
| 7e | Emilie Moberg      | Norvège        | Hitec Products                   | + 16 s          |
| 8e | Mia Radotić        | Croatie        | BTC City Ljubljana               | + 18 s          |
| 9e | Lucy van der Haar  | Royaume-Uni    | Wiggle High5                     | + 18 s          |
| 10e | Sheyla Gutiérrez   | Espagne        | Cylance                          | + 19 s          |

### 3eétape
| \| Classement de l'étape \| Classement de l'étape \| Classement de l'étape \| Classement de l'étape \| Classement de l'étape \| \| Coureuse \| Coureuse \| Pays \| Équipe \| Temps \| \| --------------------- \| ------------------------- \| --------------------- \| -------------------------------- \| --------------------- \| \| 1re \| Huang Ting-ying \| Taipei chinois \| Taïwan \| 2 h 26 min 06 s \| \| 2e \| Roxane Fournier \| France \| Poitou-Charentes.Futuroscope.86 \| + 0 s \| \| 3e \| Ilona Hoeksma \| Pays-Bas \| Parkhotel Valkenburg Continental \| + 0 s \| \| 4e \| Jermaine Post \| Pays-Bas \| Parkhotel Valkenburg Continental \| + 0 s \| \| 5e \| Sheyla Gutiérrez \| Espagne \| Cylance \| + 0 s \| \| 6e \| Jip van den Bos \| Pays-Bas \| Parkhotel Valkenburg Continental \| + 0 s \| \| 7e \| Pascale Jeuland-Tranchant \| France \| Poitou-Charentes.Futuroscope.86 \| + 0 s \| \| 8e \| Arianna Fidanza \| Italie \| Astana Women's Team \| + 0 s \| \| 9e \| Sara Mustonen \| Suède \| Liv-Plantur \| + 0 s \| \| 10e \| Leah Kirchmann \| Canada \| Liv-Plantur \| + 0 s \| |                           |                |                                  |                 |
| |                           |                |                                  |                 |
| Source : ProCyclingStats |                           |                |                                  |                 |
| Classement de l'étape |                           |                |                                  |                 |
| Coureuse | Coureuse                  | Pays           | Équipe                           | Temps           |
| 1re | Huang Ting-ying           | Taipei chinois | Taïwan                           | 2 h 26 min 06 s |
| 2e | Roxane Fournier           | France         | Poitou-Charentes.Futuroscope.86  | + 0 s           |
| 3e | Ilona Hoeksma             | Pays-Bas       | Parkhotel Valkenburg Continental | + 0 s           |
| 4e | Jermaine Post             | Pays-Bas       | Parkhotel Valkenburg Continental | + 0 s           |
| 5e | Sheyla Gutiérrez          | Espagne        | Cylance                          | + 0 s           |
| 6e | Jip van den Bos           | Pays-Bas       | Parkhotel Valkenburg Continental | + 0 s           |
| 7e | Pascale Jeuland-Tranchant | France         | Poitou-Charentes.Futuroscope.86  | + 0 s           |
| 8e | Arianna Fidanza           | Italie         | Astana Women's Team              | + 0 s           |
| 9e | Sara Mustonen             | Suède          | Liv-Plantur                      | + 0 s           |
| 10e | Leah Kirchmann            | Canada         | Liv-Plantur                      | + 0 s           |

## Classements finals

### Classement général final
| \| Classement général \| Classement général \| Classement général \| Classement général \| Classement général \| \| Coureuse \| Coureuse \| Pays \| Équipe \| Temps \| \| ------------------ \| ------------------ \| ------------------ \| -------------------------------- \| ------------------ \| \| 1re \| Chloe Hosking \| Australie \| Wiggle High5 \| 8 h 30 min 56 s \| \| 2e \| Huang Ting-ying \| Taipei chinois \| Taïwan \| + 1 s \| \| 3e \| Leah Kirchmann \| Canada \| Liv-Plantur \| + 5 s \| \| 4e \| Annalisa Cucinotta \| Italie \| Alé Cipollini \| + 11 s \| \| 5e \| Roxane Fournier \| France \| Poitou-Charentes.Futuroscope.86 \| + 12 s \| \| 6e \| Jip van den Bos \| Pays-Bas \| Parkhotel Valkenburg Continental \| + 17 s \| \| 7e \| Ilona Hoeksma \| Pays-Bas \| Parkhotel Valkenburg Continental \| + 17 s \| \| 8e \| Emilie Moberg \| Norvège \| Hitec Products \| + 18 s \| \| 9e \| Olena Pavlukhina \| Azerbaijan \| BTC City Ljubljana \| + 18 s \| \| 10e \| Eugenia Bujak \| Pologne \| BTC City Ljubljana \| + 18 s \| |                    |                |                                  |                 |
| |                    |                |                                  |                 |
| Source : ProCyclingStats |                    |                |                                  |                 |
| Classement général |                    |                |                                  |                 |
| Coureuse | Coureuse           | Pays           | Équipe                           | Temps           |
| 1re | Chloe Hosking      | Australie      | Wiggle High5                     | 8 h 30 min 56 s |
| 2e | Huang Ting-ying    | Taipei chinois | Taïwan                           | + 1 s           |
| 3e | Leah Kirchmann     | Canada         | Liv-Plantur                      | + 5 s           |
| 4e | Annalisa Cucinotta | Italie         | Alé Cipollini                    | + 11 s          |
| 5e | Roxane Fournier    | France         | Poitou-Charentes.Futuroscope.86  | + 12 s          |
| 6e | Jip van den Bos    | Pays-Bas       | Parkhotel Valkenburg Continental | + 17 s          |
| 7e | Ilona Hoeksma      | Pays-Bas       | Parkhotel Valkenburg Continental | + 17 s          |
| 8e | Emilie Moberg      | Norvège        | Hitec Products                   | + 18 s          |
| 9e | Olena Pavlukhina   | Azerbaijan     | BTC City Ljubljana               | + 18 s          |
| 10e | Eugenia Bujak      | Pologne        | BTC City Ljubljana               | + 18 s          |

### Points UCI
| Position                  | 1er | 2e  | 3e | 4e | 5e | 6e | 7e | 8e | 9e | 10e | 11e | 12e | 13e | 14e | 15e | 16e | 17e | 18e | 19e | 20e |
| Classement général        | 120 | 100 | 85 | 70 | 60 | 50 | 40 | 35 | 30 | 25  | 20  | 18  | 16  | 14  | 12  | 10  | 8   | 6   | 4   | 2   |
| Étapes et demi-étapes     | 25  | 20  | 18 | 16 | 14 | 12 | 10 | 8  | 6  | 4   |     |     |     |     |     |     |     |     |     |     |
| Port du maillot de leader | 6   |     |    |    |    |    |    |    |    |     |     |     |     |     |     |     |     |     |     |     |